# 120141 Lucaslara
120141 Lucaslara este un asteroid din centura principală de asteroizi.

## Descriere
120141 Lucaslara este un asteroid din centura principală de asteroizi. A fost descoperit pe 7 aprilie 2003 la Observatorio Astronómico de Mallorca din Costitx. Asteroidul prezintă o orbită caracterizată de o semiaxă mare de 2,77 ua, o excentricitate de 0,11 și o înclinație de 4,7° în raport cu ecliptica.